# Shrapnel

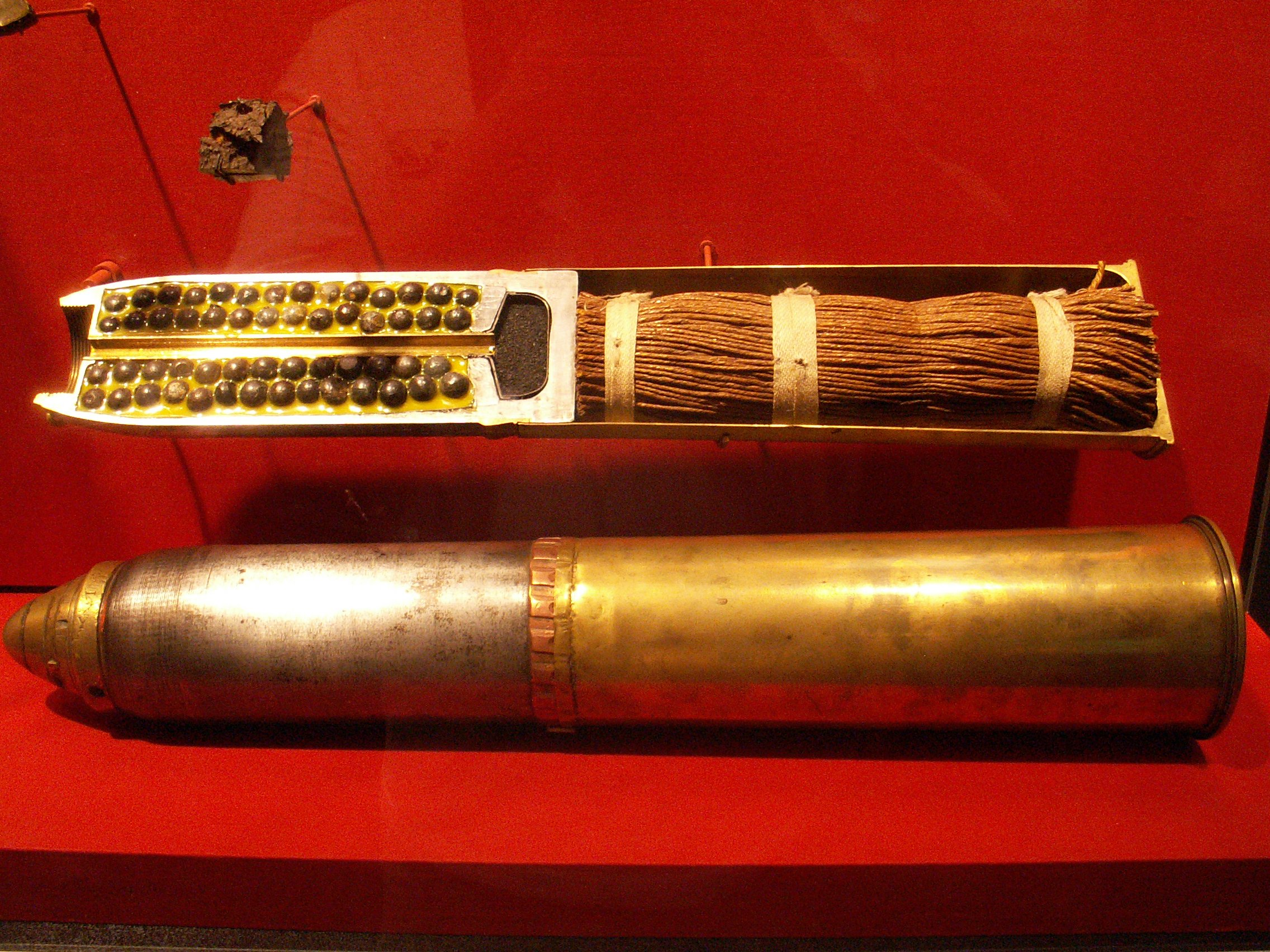
Een Britse shrapnel uit de Eerste Wereldoorlog, tentoongesteld in het Canadees wapenmuseum in Ottawa.

schematische weergave van de werking van een shrapnel met tijdbuismechanisme

De shrapnel of schrapnel is een granaatsoort, namelijk een granaatkartets (een granaat gevuld met loden of stalen kogels – oorspronkelijk musketkogels – en een uitdrijvende lading). Hij is genoemd naar de uitvinder ervan, generaal-majoor Henry Shrapnel (1761-1842), een Engelse artillerie-officier. Ook de bij de explosie weggeschoten scherven of andere projectielen worden wel shrapnel genoemd.
De granaat is voorzien van een tijdbuis zodat hij korte tijd na het schot in de lucht ontploft. Sommige versies zijn ook voorzien van een schokbuis voor het geval het tijdbuismechanisme faalt. Dan ontploft de granaat bij de inslag. Deze explosieven werden in de Eerste en aan het begin van de Tweede Wereldoorlog vooral gebruikt tegen onbeschermd oprukkende eenheden infanterie en cavalerie. 
De term shrapnel wordt tegenwoordig ook breder gebruikt voor de rafelige metalen fragmenten die door een explosie (bijvoorbeeld bij sloopwerkzaamheden) weggeslingerd kunnen worden.